# 50+1規則
50+1規則（德語：50+1-Regel）是一個用於指代德國足球聯賽協會法規中其中一條條款的非正式用語，該條款訂明一家球會若想獲得參加德國甲組足球聯賽或德國乙組足球聯賽的許可，就必須擁有自身的多數投票權。50+1規則旨在確保球會會員通過擁有50%的股份另加額外1股來保留整體的控制權，以保護球會免受外來投資者的影響。

## 背景
在1998年之前，德國的足球俱樂部由其會員成立的組織獨佔擁有，這意味著俱樂部是以非營利組織方式運營，且在任何情況下都不允許私有制。但這情況在1998年10月德國足球協會裁定俱樂部可將其足球隊轉形為公營或私人有限公司後，發生了巨大的轉變。但是，「50+1規則」要求母俱樂部至少擁有足球公司50%+1或以上的股份，以確保俱樂部的會員仍擁有多數投票權。

### 例外
如果某個人或公司已連續20年為俱樂部注入大量資金，則其有可能擁有俱樂部的控股權。此例外尤其適用於由製藥公司拜耳所有的勒沃庫森，以及由汽車製造商大众汽车擁有的沃尔夫斯堡，他們遠在德甲聯賽成立之前便一直由其母公司所有。而在2015年，德國足球聯盟亦正式批准SAP公司的共同創辦人迪特馬·霍普接管賀芬咸。

## 批評
50+1規則曾多次受批評，對其最直言不諱的反對者之一包括漢諾威96主席馬丁·金德，他認為該規則可能違反歐盟競爭法。2009年，漢諾威96提出改變50+1規則的動議，但遭到壓倒性的否決，36家俱樂部中有32家投下反對票。
隨著RB萊比錫的崛起，50+1規則的有效性備受質疑。儘管理論上可以成為該球會的投票會員，但RB萊比錫保留可無需說明理由拒絕任何會員申請的權利。也因如此，RB萊比錫的會員屈指可數，其中大部分還是紅牛公司的代理人，批評人士也指出其年會費相對於其他俱樂部來說更為昂貴。

## 在其他國家上的應用
在瑞典，「51%規則」（51-per cent rule）規定只有非營利性俱樂部才能參與瑞典足球聯賽系統，若俱樂部擁有一家處理其經濟活動的公司，則該俱樂部必須擁有公司至少51%的股份。此規則由瑞典體育聯盟決定，適用於該國的所有運動。

## 外部連結
- Statuten DFL - bundesliga.de - die offizielle Webseite der Bundesliga （页面存档备份，存于） （德語）